# Красный Восток (Куюргазинский район)
Кра́сный Восто́к (баш. Красный Восток) — деревня в Куюргазинском районе Республики Башкортостан Российской Федерации. Входит в состав Бахмутского сельсовета.

## География

### Географическое положение
Расстояние до:
- районного центра (Ермолаево): 12 км,
- центра сельсовета (Бахмут): 6 км,
- ближайшей ж/д станции (Ермолаево): 12 км.

## Население
| 2002 | 2009 | 2010 |
| ---- | ---- | ---- |
| 85   | ↘64  | ↗66  |

### Национальный состав
Согласно переписи 2002 года, преобладающие национальности — чуваши (68 %), русские (26 %).